# Julia von Korff gen. Schmising-Kerssenbrock
Julia von Korff gen. Schmising-Kerssenbrock (* 10. Dezember 1790 in Berlin; † 12. März 1836 in Borgholzhausen) war eine westfälische Gräfin.

## Leben
Julia Agnes Emilie, Gräfin von Korff gen. Schmising-Kerssenbrock, geborene Gräfin zu Stolberg-Stolberg, war die älteste Tochter aus der (zweiten) Ehe des Grafen Friedrich Leopold zu Stolberg-Stolberg mit Sophie, Gräfin von Redern (1765–1842). Sie wurde in der katholischen Konfession erzogen, zu der ihr Vater 1800 konvertiert war.
Nach ihrer Heirat (10. März 1812) mit dem Grafen Xaver von Korff gen. Schmising-Kerssenbrock bis zu ihrem Tod 1836 lebte sie auf Schloss Brincke bei Borgholzhausen. Die Dichterin Luise Hensel war eine Zeitlang ihre Gesellschafterin. Um in der Nähe seiner Tochter sein zu können, lebte Friedrich Leopold zu Stolberg in seinen letzten Lebensjahren auf dem nahegelegenen Gut Sondermühlen.
Julia von Korff-Schmising verfasste und veröffentlichte nach dem Tod ihres Vaters eine biographische Schrift unter dem Titel Aus den letzten Lebenstagen des Grafen Friedrich Leopold zu Stolberg, von der Auszüge im Morgenblatt (Nr. 68, 20. März 1820, S. 270–271, und Nr. 69, 21. März 1820, S. 274–275) erschienen und die in Hallers Allgemeiner Literatur-Zeitung rezensiert wurde (1820, Ergänzungsbeilage, Nr. 111). Ein weiterer längerer Auszug erschien 1854 in der Geschichte der katholischen Literatur Deutschlands vom 17. Jahrhundert bis zur Gegenwart von J. A. Moriz Brühl (S. 79ff.).
Aus der Ehe mit Xaver von Korff-Schmising gingen vier Kinder hervor, darunter die Landräte Ferdinand von Korff gen. Schmising-Kerssenbrock und Friedrich von Korff gen. Schmising-Kerssenbrock.

## Werke
- Aus den letzten Lebenstagen des Grafen Friedrich Leopold zu Stolberg, verschieden am 5. December 1819 gegen 7 Uhr abends, gesammelt von seinen bei seiner Krankheit und Tod anwesenden Kindern, und als Manuscript für Freunde gedruckt. Münster 1820.